# Padrões (concelho)

Padrões era um antigo concelho de Portugal. Era constituído pelas freguesias de Senhora da Graça de Padrões, no actual município de Almodôvar, e de Santa Bárbara de Padrões, no actual município de Castro Verde. Tinha, em 1801, 1 247 habitantes.